# Svetlana Osipova
Svetlana Valeryevna Osipova (russisch Светлана Осипова; * 3. Mai 2000 in Taschkent) ist eine usbekische Taekwondoin. 2018 und 2022 gewann sie Bronze bei den Asienspielen. 2022 gewann sie außerdem die Goldmedaille bei den Weltmeisterschaften.

## Karriere
Im Jahr 2017 nahm sie an den Asian Indoor & Martial Arts Games 2017 teil, die in Aşgabat stattfanden. Sie gewann die Silbermedaille in der Gewichtsklasse bis 73 kg und verlor im Finale gegen die Südkoreanerin Men Min.
Im Jahr 2018 gewann Svetlana Osipova bei den French Open Bronze und verlor im Halbfinale gegen die Französin Solena Avoulette. Im selben Jahr gewann sie bei den Asienspielen in Jakarta die Bronzemedaille in der Gewichtsklasse über 67 kg. Ein Jahr darauf gewann sie die Goldmedaille bei den Militärweltspielen, die in Wuhan stattfanden, in der Gewichtsklasse über 78 kg. 2021 qualifizierte sie sich bei dem asiatischen Qualifikationsturnier in Amman für die Olympischen Sommerspiele 2020.
Bei den 2021 ausgetragenen Olympischen Sommerspielen 2020 in Tokio schied sie im Achtelfinale gegen die Kasachin Schansel Denis mit 9:10 aus.
2023 gewann Osipova bei der Weltmeisterschaft in Baku in der Kategorie über 73 kg die Silbermedaille. Im letzten Kampf unterlag sie der Türkin Nafia Kuş. Bei den 2023 ausgetragenen Asienspielen 2022 in Hangzhou gewann sie in der Gewichtsklasse über 67 kg eine Bronzemedaille. Ein Jahr darauf sicherte sie sich bei den Olympischen Spielen in Paris in der Gewichtsklasse über 67 Kilogramm die Silbermedaille. Im Finale unterlag sie Althéa Laurin mit 0:2.